# Arcade Game Construction Kit

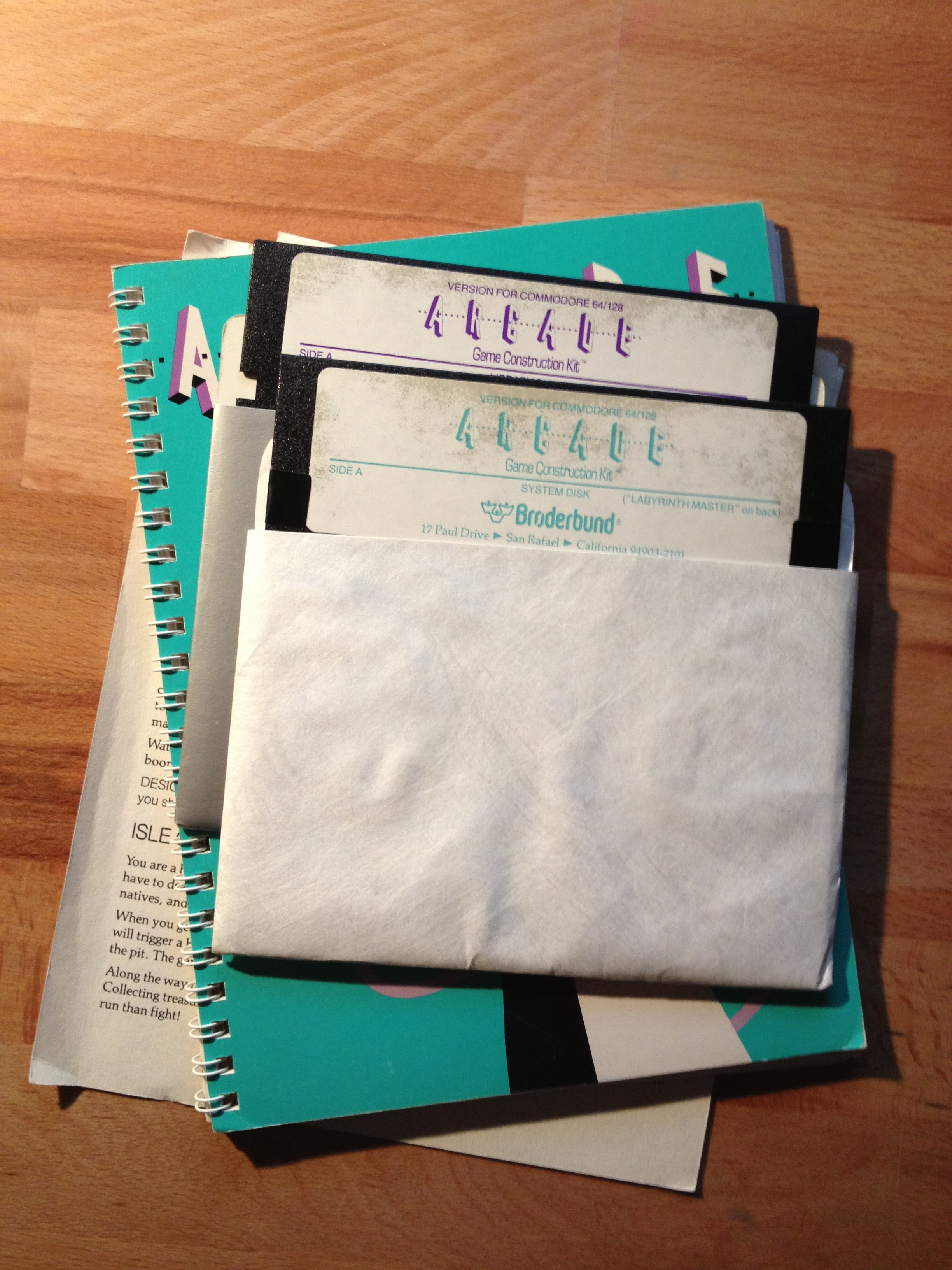
Disketten mit Arcade Game Construction Kit

Das Arcade Game Construction Kit (AGCK) ist ein Programm zur Erstellung von Spielen, das 1988 von Mike Livesay für den Heimcomputer Commodore 64 programmiert wurde. Es wurde vom Publisher Brøderbund veröffentlicht.
AGCK war ein Programm auf vier Disketten, das Spieleentwicklern, die keine Programmierkenntnisse hatten, ermöglichte, eigene Spielideen auf dem Rechner umzusetzen. Die Menüführung erfolgte mittels eines Joysticks. Sechs Demospiele wurden mitgeliefert:
AGCK Tutorial Game, Kangarang (entwickelt von Gregory Hammond), Isle Quest (entwickelt von Greg Johnson und Paul Reiche III), Musashi (entwickelt von Greg Johnson und Paul Reiche III), Gergs Adventure (entwickelt von Gregory Hammond) und Space Worries (entwickelt von Paul Reiche III und Greg Johnson)